# Schloss Thomaswaldau

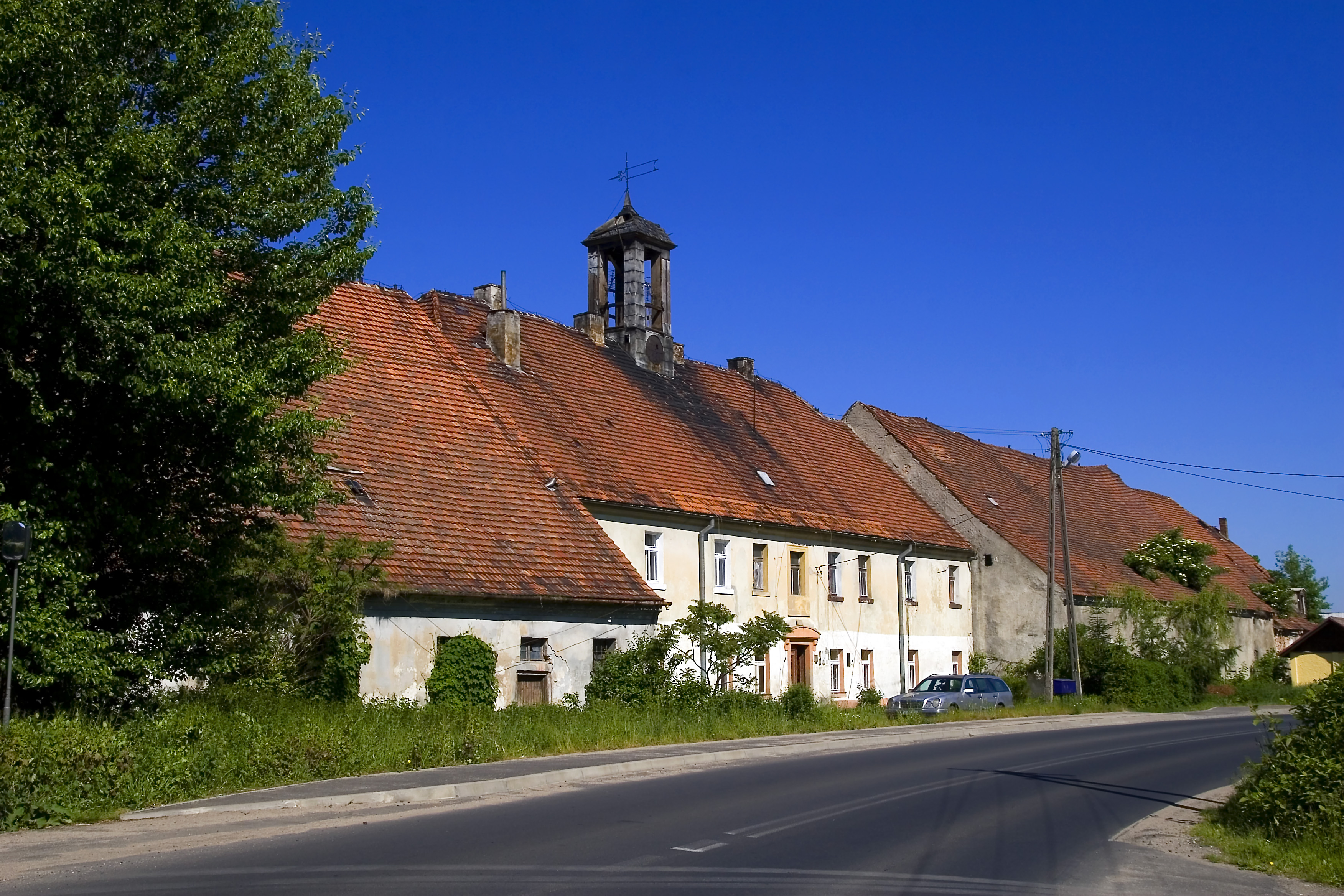
Schloss Thomaswaldau

Schloss Thomaswaldau (polnisch Pałac w Tomaszowie Bolesławieckim) ist ein Schloss in Tomaszów Bolesławiecki (deutsch Thomaswaldau) in der Landgemeinde Warta Bolesławiecka (Alt Warthau) im Powiat Bolesławiecki, Woiwodschaft Niederschlesien in Polen.

## Geschichte
Vom 15. Jahrhundert bis 1703 hatten die von Hock ihren Stammsitz in Thomaswaldau, danach die von Haßlingen, die das klassizistische Schloss errichten ließen. 1802 war Hans August von Bissing Eigentümer. Im Jahr 1812 wurde das Schloss von napoleonischen Truppen geplündert, blieb sonst aber unversehrt. Ab 1824 war Helene Gräfin von Larisch-Mannich Besitzerin, und es ging durch Heirat an die von Pückler. Kurz in Besitz der Stolberg-Stolberg, waren ab 1895 die von Oppersdorf Eigentümer.
Nach Beanspruchung der Region durch die Volksrepublik Polen wurde das Schloss von der volkseigenen PGR genutzt. Das Schloss wurde ab 1985 renoviert und ist heute in privatem Besitz. Das Schloss ist von einem verwilderten Park mit der Ruine eines Mausoleums umgeben. Ein heute bewaldetes Wiesental östlich des Schlosses mit einem heute verlandeten Teich wurde auch in den Park einbezogen. Die Parkgestaltung bezog auch die Flussaue der Kleinen Bober (Bobrzyca) ein, was sich heute noch erkennen lässt.